# 조강 (김포)
김포시 월곶면에 있는 조강(祖江)은 개성특별시 개풍구역의 조강과 마주보고 조응(照應)하는 강으로서 한강과 임진강과 함께 합류하여 한강하구및 황해 앞쪽에 위치하는 강들이다. 한편 개풍구역 조강(祖江)을 '풍덕조강'으로 통진현에 위치하였던 월곶면 조강(祖江)은 '통진조강'으로 불리었다. 한편 조강(祖江)은 '할아버지강'이라는 의미를 갖고있다.

## 애기봉
김포시 월곶면 조강리에 있는 '통진조강'을 끼고있는 애기봉은 병자호란 당시 평양감사가 기생 애기를 데리고 한양으로 향하던중  평양감사가 오랑캐(청나라)에 붙잡혀 북으로 끌려가자 애기가 쑥갓머리산(애기봉)에 남아 은인을 기리다 명을 다했다는 이야기가 전해지는 기생의 이름인 애기에서 유래되었으며 현재는 개풍구역(조선민주주의인민공화국)을 관망할 수 있는 애기봉전망대가 있으며 일정한 절차를 거쳐 견학할 수 있는 민간인 통제구역이다.
한편 애기봉은 개풍구역 임한면에 있는 '풍덕조강'을 조망할 수 있다.

## 황대구
【主産水魚、眞魚、土花、白蝦。】 祖江在縣北。 【有渡船, 産黃大魚, 他處所無。 宣德年中, 嘗有中使, 以帝命來求。】 烽火二處, 主山、 【東準金浦主山, 西準江華松嶽。】 藥山在縣南。 【西準江華大母城, 南準金浦白石山。】(世宗實錄 地理志 通津縣)
조강(祖江)은 현(縣) 북쪽에 있다. 【나룻배가 있다. 황대구[黃大魚]가 나는데, 〈이 고기는〉 다른 곳에는 없으므로 선덕(宣德) 때에 명나라 사신이 황제의 명으로 와서 구해 갔다. 】 봉화가 2곳이니, 주산(主山)과 【동쪽으로 김포(金浦) 주산(主山)에 응하고, 서쪽으로 강화(江華) 송악(松岳)에 응한다. 】 약산(藥山)이다. 현(縣) 남쪽에 있다. 【서쪽으로 강화 할미성[大母城]에 응하고, 남쪽으로 김포 백석산(白石山)에 응한다. 】 (세종실록 지리지 통진현)

## 같이 보기
- 애기봉 평화생태공원
- 오두산 통일전망대
- 대모산(할머니산)